# Trịnh Đạc
Trịnh Đạc (chữ Hán: 鄭檡, ? - 1765), tước phong Doãn Trung công (允忠公), là một đại thần dưới triều nhà Lê Trung Hưng trong lịch sử Việt Nam.

## Tiểu sử

### Mất quyền kế vị
Theo gia phả họ Trịnh, Trịnh Đạc là con trai trưởng của Duệ Tổ Tấn Quang vương Trịnh Bính, chắt trưởng của Chiêu Tổ Khang vương Trịnh Căn - vị chúa đời thứ 5 của dòng họ Trịnh.
Cũng theo gia phả, mẹ ruột của ông là Thứ phi của Trịnh Bính, tên húy là Ngọc Hội, không rõ họ là gì. Vì bà Thứ phi gốc gác không rõ ràng (phả ghi: tính thị bất hiển), nên dù Trịnh Đạc đã là con trưởng nhưng không được chọn kế thừa ngôi chúa của tằng tổ Trịnh Căn. Vị trí này được chuyển cho người em trai thứ 2 của ông, Trịnh Cương, do một Thứ phi khác sinh ra.

### Làm quan trong triều
Sinh thời ông được phong làm Doãn quận công, dự phong Thôi trung Dực vận Tán trị công thần.
Em ông là Hy Tổ Nhân vương Trịnh Cương mất năm 1729, truyền ngôi cho con trưởng là Dụ Tổ Thuận vương Trịnh Giang. Những năm cuối 1730, Trịnh Giang bỏ bê chính sự, lánh mình trong cung Thưởng Trì, giao cả việc nước vào tay hoạn quan Hoàng Công Phụ, khiến triều chính rối ren, các cuộc khởi nghĩa nông dân nổ ra khắp nơi, cơ đồ họ Trịnh lung lay dường như sắp đổ.
Trước tình hình đó, Trịnh Đạc cùng với các đại thần như Vũ Tất Thận, Nguyễn Quý Cảnh,  Nguyễn Đình Hoàn..., được sự tán thành của em dâu là Trịnh thái phi Vũ thị, đều có ý lập Vương thế đệ Trịnh Doanh lên thay giữ ngôi chúa  để trừ hoạn nạn trong cung vua và phủ chúa. Chính biến thành công, Trịnh Doanh lên ngôi chúa, tôn Trịnh Giang làm Thái thượng vương.
Đầu năm 1741, vì chúa Trịnh Doanh thân chinh dẫn đại quân đánh dẹp khởi nghĩa Ngân Già của Vũ Đình Dung, kinh thành Thăng Long bỏ trống, quân Ninh Xá của Nguyễn Tuyển, Nguyễn Cừ tiến thẳng quân sát bến sông Nhị Hà, uy hiếp kinh thành Thăng Long. Bấy giờ trong thành không có quân, lòng người rất lo sợ. Vũ thái phi ở trong cung, điều khiển Trịnh Đạc chiểu theo địa giới giữ bốn cửa thành; lại phân phối sai các quan văn đem hết dân cư ngoài thành ra bến sông bố trí hàng ngũ, để làm nghi binh, khiến quân khởi nghĩa tưởng là trong thành có phòng bị. Liền sau đó, viện quân các trấn kéo về kịp lúc, mà chúa Trịnh Doanh dẹp xong quân Ngân Già cũng gấp rút quay về, nhờ thế kinh sư được yên ổn.
Tháng 7 năm đó, nhân bàn công phong thưởng, chúa Trịnh cho ông là người có công giữ vững kinh thành, bèn gia phong cho từ tước Doãn quận công lên Doãn Trung công.
Tháng 11 năm 1744, vì cớ thủ lĩnh nông dân tên là Tương cướp phá huyện Yên Sơn, Trịnh Doanh sai Đặng Đình Quỳnh đem quân đi đánh. Ông này không có tài năng gì, chỉ vì là anh rể của nhà chúa mới được cất nhắc. Khi ra trận, Quỳnh dắt cả Quận chúa và tì thiếp cùng đi dùng chợ làm đồn đóng quân, không xếp đặt điểm canh phòng gì cả. Khi quân khởi nghĩa kéo đến xã Tiên Lữ, thì Đình Quỳnh dắt cả quận chúa và tì thiếp bỏ chạy, quân Trịnh tan vỡ. Chúa lại phải sai Trịnh Đạc làm Thống lãnh ra phản kích, thủ lĩnh Tương bỏ trốn.
Mùa xuân năm 1761, vì quân công, ông được thưởng thêm thái ấp ăn lộc.

### Qua đời
Ông mất tháng 2 năm Giáp Thân (1765) dưới triều vua Lê Hiển Tông, được tặng phong là Uyên công. Do trưởng tử là Nhuận quận công mất sớm, nên đích tôn là huyện thừa Trịnh Thu (鄭橚) phụng tự. Quốc sử ghi nhận về sự ông
| “ | Đạc là con Tấn Quang vương, trải thờ 3 triều. Cần lao khiểm cẩn, là người đứng đầu trong đám công thần | ” |